# Embarrass, Wisconsin
Embarrass là một làng thuộc quận Waupaca, tiểu bang Wisconsin, Hoa Kỳ. Năm 2006, dân số của làng này là 487 người.